# Rue de l'Abbé-Rousseaux
La rue de l’Abbé Rousseaux est une voie du quartier des Chantiers de Versailles, en France.

## Situation et accès
La rue de l'Abbé-Rousseaux est une voie publique située dans le quartier des Chantiers de Versailles. Elle débute au niveau de la place Poincaré, où débouchent également la rue des Chantiers, la rue Benjamin-Franklin, la rue des États-Généraux, la rue des Étangs-Gobert et le parvis Colonel-Arnaud-Beltrame, et se termine au niveau du 18, rue des Chantiers, face à la rue de Vergennes.
Fortement incurvée, elle se trouve en contrebas de la gare de Versailles-Chantiers et du parvis Colonel-Arnaud-Beltrame, auxquels elle est liée par plusieurs escaliers. Elle sert aujourd'hui de lieu de dépose-minute pour la gare des Chantiers.

## Origine du nom
La rue de l’Abbé-Rousseaux porte le nom de Louis Hyacinthe Rousseaux de Lespinoy (1745/1823), grand vicaire du chapitre de Versailles et résidant rue de Vergennes, il reconnaît le besoin de bâtir une chapelle dans le quartier du petit Montreuil (l’actuel quartier des Chantiers), car l’église du grand Montreuil est trop éloignée. À cette fin, à sa mort le 2 avril 1823, il lègue à la ville une somme de 30 000 francs afin de construire une chapelle ou une église dans le petit Montreuil — ce qui sera fait par la construction et l’ouverture au culte le 21 septembre 1850 de l’église Sainte-Élisabeth-de-Hongrie, située à l’intersection de la rue des Chantiers et de la rue de Vergennes, face à la rue de l’Abbé-Rousseaux.

## Historique
La rue de l'Abbé-Rousseaux actuelle est la conjonction de deux anciennes rues convergeant vers la gare des Chantiers primitive : la rue de l'Abbé-Rousseaux, construite dans le prolongement de la rue de Vergennes, et la rue Horace-Vernet, construite dans le prolongement de l'actuelle rue Benjamin-Franklin, approximativement en alignement avec la rue des États-Généraux. Cette dernière porte le nom du peintre Horace Vernet (1789-1863).
Ces deux rues seront totalement reconfigurées lors de la modernisation de la gare de Versailles-Chantiers, en 1932. Les deux rues seront réunies sous le nom commun de rue de l'Abbé-Rousseaux en 1961.

## Bâtiments remarquables et lieux de mémoire
La gare de Versailles-Chantiers était initialement située rue de l'Abbé-Rousseaux.